# سایمون برگس
سایمون برگس (انگلیسی: Simon Burgess؛ زادهٔ ۱۱ سپتامبر ۱۹۶۷) قایقران روئینگ اهل استرالیا است.
وی در مسابقات کشوری و بین‌المللی در مجموع برندهٔ ۳ مدال طلا، ۳ مدال نقره، ۲ مدال برنز شده‌است.